# Piedrafita de Jaca
Piedrafita de Jaca (aragonesisch Piedrafita de Tena) ist ein spanischer Ort in der Provinz Huesca der Autonomen Gemeinschaft Aragonien. Piedrafita de Jaca gehört zur Gemeinde Biescas. Das Dorf in den Pyrenäen liegt auf 1241 Meter Höhe, es hatte 48 Einwohner im Jahr 2015.

## Geschichte
Der Ort wurde im Jahr 1203 erstmals urkundlich erwähnt.

## Sehenswürdigkeiten

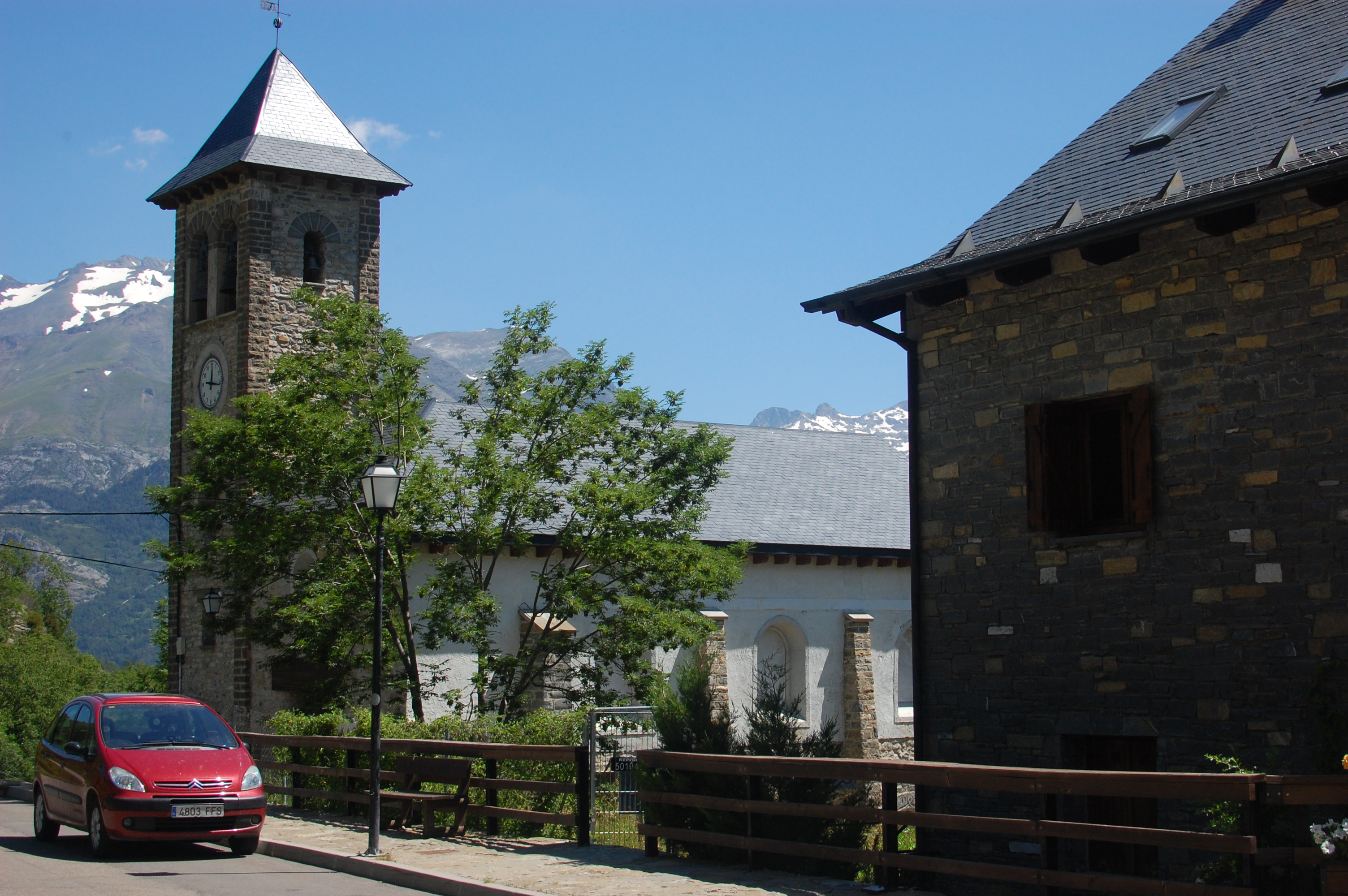
Kirche San Andrés

- Pfarrkirche San Andrés mit einem Portal aus dem 16. Jahrhundert
- Ermita de la Santa Cruz